# Фрэнсис Хетлинг
Фрэ́нсис Хе́тлинг (англ. Francis Hetling) — никогда не существовавший пионер фотоискусства ранней Викторианской эпохи, под именем которого британский художник-руралист Грэм Овенден и фотограф Говард Грей экспонировали в Национальной портретной галерее в Лондоне на выставке в июле 1974 года и продавали созданные ими снимки-мистификации в стиле и технике фотографий XIX века. В 1980 году против Овендена и Грея был возбуждён судебный иск. Истцом по делу о появлении Фрэнсиса Хетлинга и фальсификации якобы созданных им снимков стал директор компании из Барнета в графстве Хартфордшир, коллекционер и арт-дилер Эрих Соммер. Официальная формулировка иска звучала как «сговор [Грея и Овендена] между 1974 и 1978 годами с целью получения собственности обманным путём».
В ходе судебного процесса выяснилось, что оба участника мистификации причастны к появлению фотографий Хетлинга. Грей отвечал за техническую сторону создания фотографий, а Овенден придал им внешний вид ранних викторианских калотипов. Овенден заявил в суде, что цель мистификации заключалась не в получении крупной суммы денег, а в том, чтобы «показать истинный уровень тех, кто занимается искусством, тех, кто объявляет себя экспертами, ничего не зная, [и] тех, кто получает прибыль, превращая эстетические ценности в финансовые». Грей и Овенден были оправданы решением коллегии присяжных. Судебный процесс широко освещался в средствах массовой информации Великобритании и анализируется в научных и научно-популярных работах, посвящённых фальсификации произведений искусства. В ходе обсуждения мистификации накануне и во время судебного процесса пресса сообщала, что матери моделей выражали недовольство тем, как они позировали Грею во время фотосессии, однако иски в суд на фотографа они не подали.
Британская музыкальная группа Rosetta Stone на своём диске Foundation Stones (1993) в издании американского лейбла Cleopatra Records на обложке разместила одну из фотографий Фрэнсиса Хетлинга, изображающую плачущую девочку.

## Фотографии Фрэнсиса Хетлинга на выставке в лондонской Национальной портретной галерее

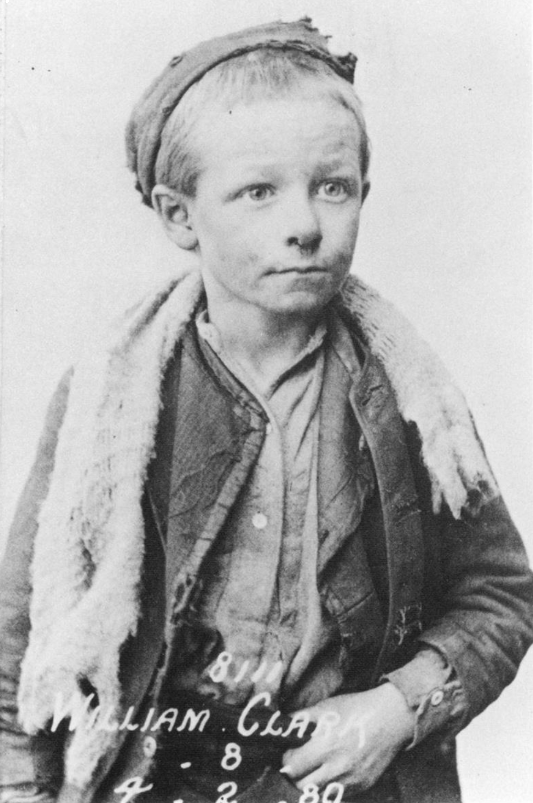
Уильям Кларк — мальчик из приюта доктора Барнардо. Фотография с выставки Национальной портретной галереи в 1974 году, между 1870 и 1905

В июле 1974 года в Национальной портретной галерее в Лондоне прошла выставка «Камера и доктор Барнардо» (англ. «The Camera and Doctor Barnardo»). На ней экспонировались преимущественно фотографии сирот из приютов Томаса Джона Барнардо. Он был филантропом ирландского происхождения, основателем и директором приютов для обездоленных детей. Всего с момента основания первого приюта доктором в 1867 году до смерти Барнардо в 1905 году через них прошли 59 384 ребёнка, а ещё 250 тысяч детей получили от него помощь. Примерно в 1870 году доктор Барнардо нанял профессионального фотографа, который снимал каждого ребёнка, принятого в его приюты. Фотографии хранились в приютских альбомах и в истории болезни воспитанника. Из примерно 55 тысяч изображений, сделанных между 1870 и 1905 годами, Национальная портретная галерея отобрала для показа на выставке около 3000 фотографий. В экспозиции также были представлены другие образцы документальных фотографий детей, сделанных в XIX веке. Они были предназначены для создания контекста борьбы с бедностью в Викторианскую эпоху.

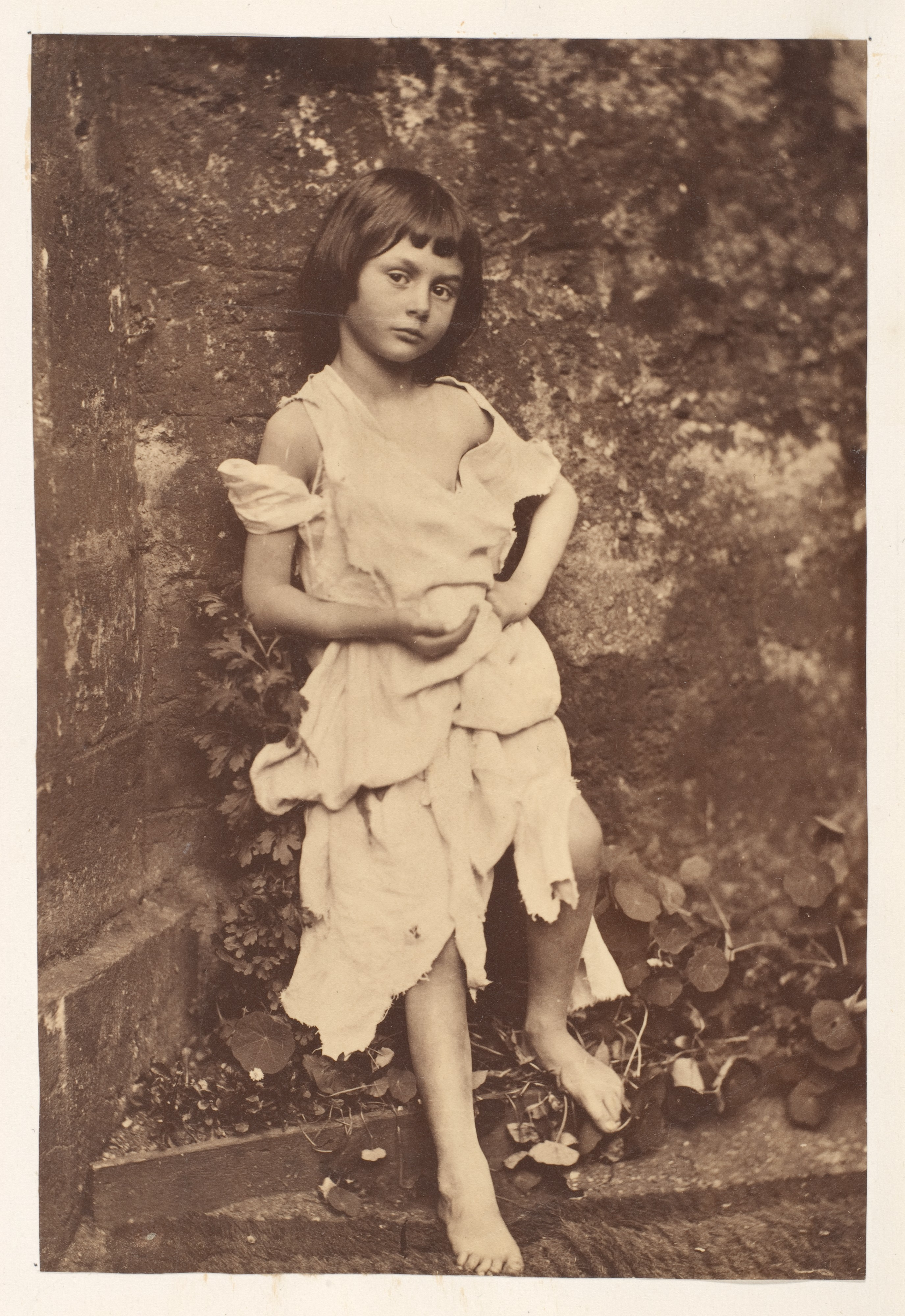
Льюис Кэрролл. Алиса Лидделл в образе нищенки (постановочная фотография 1858 или 1859 года)

На выставке присутствовали семь фотографий викторианских беспризорников, сделанных прежде неизвестным фотографом Фрэнсисом Хетлингом. На них были изображены одиннадцатилетние девочки, одетые в лохмотья, и сфотографированные, как писали газеты, «под железнодорожными арками на Кингс-Кросс».
Доктор философии, профессор Университета Кентукки Джо Никелл утверждал в книге «Подсказки камеры: руководство по фотографическим исследованиям», что для каждой фотографии «из замечательной серии, изображающей беспризорников и малолетних проституток викторианского Лондона», сделанной Хетлингом, на выставке присутствовали некие «предположительно „дневниковые“ подписи» (англ. «alleged „diaries“ captions») фотографа. Действительно, владелец — художник и историк искусства Грэм Овенден — предоставил снимки на выставку Национальной портретной галереи, сообщив её представителям, что Фрэнсис Хетлинг сфотографировал «бедных викторианских беспризорных детей на Севере Англии». Названия, которые Овенден дал им, якобы были взяты из дневников Хетлинга, которые, как он утверждал, видел лично. Эстер Инглис-Аркелл в статье на сайте Gizmodo несколько по-иному реконструировала деятельность фотографа: Хетлинг был фотографом-любителем и в ходе съёмок вёл записи в личном дневнике. Он совершил поездку по Лондону, фотографируя сирот в приютах Барнардо. Она отмечала, что, хотя уличные дети были во II половине XIX века модными объектами для фотографий, британцам Викторианской эпохи нравились постановочные картины беспризорников. Часто детям из состоятельных семей фотографы выдавали фальшивые лохмотья и снимали их в сельской местности.
Организаторы выставки утверждали, что снимки Хетлинга датируются 1840-ми годами. Эти фотографии вызвали ажиотаж среди коллекционеров, так как на большинстве снимков этого самого раннего периода в истории фотоискусства были запечатлены представители состоятельных слоёв общества. Изображения городской бедноты в столь ранние годы практически не встречались. Фотографии же Хетлинга, как представлялось, изображали бедность и убожество беспризорников в раннюю Викторианскую эпоху. Они выглядели старыми и имели коричневый цвет, как и другие фотографии той эпохи, которые были созданы с помощью популярного в то время процесса калотипии (самый ранний процесс негативной печати на бумаге, популярный с 1840 по 1851 год). Несмотря на утверждение, что этим фотографиям было больше ста лет, бумага сохранилась на удивление хорошо. В фотографиях Хетлинга художественные критики отмечали «реализм и непосредственность», «изощрённость видения, которое мало кто считал возможным в столь ранний период». Искусствовед Валери Ллойд из Национальной портретной галереи также восхищалась фотографиями, но относилась к ним с подозрением.
В 1975 году в своей книге «Изобретённый глаз: Шедевры фотографии, 1839—1914 гг.» английский художественный критик и историк фотоискусства Эдвард Люси-Смит включил работы Хетлинга в число лучших произведений, сделанных до начала Первой мировой войны, и даже разместил небольшую характеристику выдающегося викторианского мастера:

Фрэнсис Хетлинг (род. 1799 — ум. ?). Хетлинг сделал свои первые фотографии в 1844 году. Начиная с 1846 года, его работы аккуратно каталогизируются и индексируются. Он в основном, но не исключительно, использовал процесс калотипии.— Эдвард Люси-Смит. Изобретённый глаз: Шедевры фотографии, 1839—1914 годы

## Разоблачение фальсификации и предположения о методах работы фальсификаторов над мистификацией

«Фрэнсис Хетлинг». Девочка (Джоанна Шеффилд), 1974 (на выставке указаны 1840-е). В настоящее время фотография находится в коллекции Музея Виктории и Альберта (инв. V & A Ph. 314—1981)

### Версии разоблачения и личности фальсификаторов
В 1978 году разразился скандал. Британская газета The Sunday Times в ноябре этого года опубликовала статью своего обозревателя Магнуса Линклейтера в связи с выставкой четырёхлетней давности. В декабре этого же года её полностью перепечатала уже американская газета The Washington Post. Как выяснилось, ещё тогда некая британка опознала на одной из представленных на выставке фотографий, якобы сделанной Хетлингом в XIX веке, знакомого ей ребёнка. Автор статьи в американской 16-томной «Энциклопедии предметов коллекционирования» Харви Цукер уточнял, что «в так называемом беспризорнике подруга матери узнала 11-летнюю [девочку-]подростка из пригорода». Встречаются статьи, в которых автор пытается уклониться от конкретики в описании данного события: «кто-то узнал девочку, которая была моделью». Напротив, газета Daily Mirror в ноябре 1978 года назвала даже имя опознанной девочки и место её проживания — Джоанна Шеффилд из Туикенема. Она отмечала, что дети на фотографиях Хетлинга представлены в эротических позах. Фотографии Джоанны, одетой в лохмотья, были сделаны, когда ей было всего одиннадцать лет. Английский адвокат, драматург, сценарист и писатель сэр Джон Мортимер излагал эту историю в несколько иной версии и в отношении другой фотографии. По его словам, «Национальную портретную галерею посетила [сама] мать, которая узнала в ребёнке с круглыми глазами, который стоял грязный, босоногий и дрожащий, сжимая шаль вокруг себя, в дверном проёме какого-то викторианского жилища в трущобах, собственную дочь, которую она отвезла этим утром в школу в Баттерси». Искусствовед Пол Крэддок писал: «Некоторые посетители выставки узнали эту модель, а другие сочли её [фотографию] „неправильной“: освещение и тональность были неубедительными, а лицо выглядело „современным“». Посетитель / посетительница / посетители не поставили в известность организаторов выставки о том, что опознали знакомых им детей на представленных на выставке фотографиях. Газета The Times сообщала, что три матери моделей выражали недовольство тем, как дети позировали Грею во время фотосессии.
Позже выяснилось, что творчество Хетлинга и он сам были детально продуманной и осуществлённой мистификацией двух друзей: художника Грэма Овендена и фотографа Говарда Грея. Говард Грей изучал фотоискусство в Лестерском художественном колледже (1957—1958) и в Школе фотографии Илинга в Лондоне (1958—1960). Он открыл фотостудию в Найтсбридже. Известность Грею принесло портфолио со снимками последнего прибытия мигрантов из Вест-Индии на вокзал Ватерлоо в Лондоне перед вступлением в силу закона Содружества об иммигрантах 1962 года. С 1963 года Грей занимался различными проектами в сфере моды и рекламы на телевидении.
Грэм Овенден прошёл обучение в Школе искусств Саутгемптонского университета с 1960 по 1964 год и в Королевском колледже искусств с 1965 по 1968 год. К 1974 году он получил известность своими живописными портретами девушек (в его представлении они — своего рода «весна» человеческой жизни как составной части природы в широком смысле), а с 1950-х годов (ещё в подростковом возрасте) начал создавать и публиковать собственные фотографии на эту тему. В 1973 году Овенден издал книгу, посвящённую творчеству двух пионеров шотландской фотографии Дэвида Октавиуса Хилла и Роберта Адамсона. Он одним из первых историков искусства обратил внимание на творчество фотографа Викторианской эпохи леди Клементины Гаварден. В 1974 году Овенден посвятил ей книгу, вышедшую одновременно в Лондоне и Нью-Йорке. Среди других книг, изданных к 1974 году художником, была «Дети Викторианской эпохи» (в соавторстве с Робертом Мелвиллом, 1972). В это время Овенден активно принимал участие в коллективных выставках, среди которых была «Алиса» в Галерее Виктора Уоддингтона в Лондоне (1970 год). Он также демонстрировал свои работы на персональных выставках, в том числе в Галерее Пиккадилли в Лондоне, где регулярно выставлялся с 1970 года.
Окончание разоблачения мистификации описывал аналитик и руководитель Информационного отдела Национального агентства геопространственной разведки США Дино Антонио Бруджиони в вышедшей в 1999 году книге, посвящённой фальсификациям фотографий. Он утверждал, что фальсификацию подтвердил «детальный анализ бумаги фотографий». Именно отталкиваясь от истории с разоблачением Фрэнсиса Хетлинга, Бруджиони сформулировал свои семь принципов анализа фотобумаги.
Ссылаясь на книгу Стюарта Беннетта «Как покупать фотографии» (1987), галеристка и искусствовед Мари-Анн и её супруг акварелист, график и скульптор Мейс Веннингеры представляли разоблачение фальсификаторов иным образом: бумага для печати снимков представляла собой подлинные листы 1835 года с водяными знаками производства (об этом же писал и Джо Никелл), она была пропитана соответствующими химическими веществами для изготовления калотипов и поэтому ввела в заблуждение всех, кто видел отпечатки в Национальной портретной галерее в Лондоне. Беннетт писал, что, как только бумага пропитана соответствующими химическими веществами, необходимыми для производства калотипа, мало что можно сделать, чтобы доказать химическую подделку. Единственный вариант доказательства — «исчерпывающий сравнительный анализ для выявления микроэлементов, присутствующих в викторианских химических веществах, но отсутствующих в современных». К раскрытию же фальсификации в этой версии привёл тот факт, что уличные дети, подобные изображённым на фотографиях Хетлинга, не могли позировать с поднятыми руками перед лицом, в то время как их одежда развевалась, поскольку для изготовления калотипа требовались минимум две-три минуты, чтобы получить негатив на стеклянной пластине.

### Попытки реконструировать процесс изготовления фотографий Хетлинга и степень ответственности Грея и Овендена
Исследовательница истории фотоискусства Изабель Анскомб детально разобрала процесс создания фотографии, упоминаемой Цукером. Она писала, что один из фальсификаторов (Анскомб не называет в этом фрагменте имён), создавая фотографию, упомянутую выше, вырезал из негатива современной, но выполненной в стиле и реалиях повседневной жизни ранней Викторианской эпохи фотографии фрагмент (на что не давал своего разрешения её автор). Первоначально фотография изображала небрежно одетую босую девочку с длинными растрёпанными волосами, которая выкатывает из глубины внутреннего пространства снимка тележку. Рядом с ней находилась кирпичная стена, тянущаяся вдоль правой от зрителя стороны фотографии. Фальсификатор увеличил полученную часть первоначального снимка (внизу продолжает оставаться практически не опознаваемый фрагмент одноколёсной деревянной тележки, которую толкает персонаж на оригинальной фотографии, — на нём лежат руки девочки), затем перефотографировал его, поработав над первоначальным фоном. После этого он отпечатал фотографию калотипическим методом на «бумаге XIX века» (это противоречит утверждению Дино Антонио Бруджиони). Затем фальсификатор отретушировал отпечаток и добавил ложные данные с инициалами «выдуманного викторианского фотографа Фрэнсиса Хетлинга».

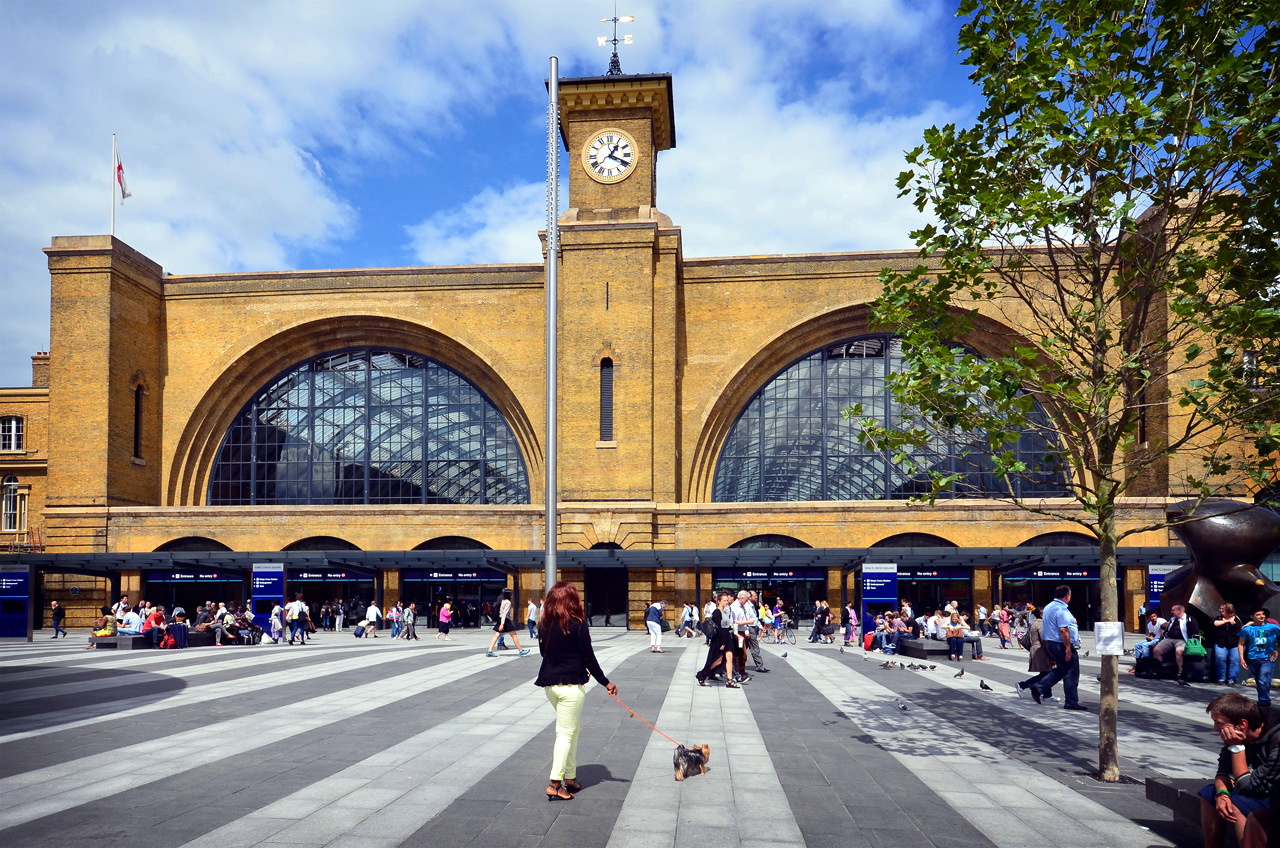
Лондонский вокзал Кингс-Кросс — место съёмок фотографий «Хетлинга».

Искусствоведы пришли к выводу, что оба участника мистификации причастны к появлению фотографий Хетлинга. Грей отвечал за техническую сторону создания фотографий. Он сделал первоначальные снимки в начале 1974 года с использованием детей-моделей, которые позировали ему возле лондонского вокзала Кингс-Кросс. Художественный критик журнала Life Мэри Штайнбауэр называла местом съёмок фотографий другой вокзал Лондона — Сент-Панкрас. Она же приводила в своей статье снимки, сделанные Греем в процессе работы: Джоанна Шеффилд в смущении стоит перед тележкой; прижавшись к двери кирпичного дома, закрывает лицо; фотограф поправляет на девочке одежду. Грей оценил быстро развивающийся рынок фотографий Викторианской эпохи и поставил перед собой задачу сделать снимки в её стиле. По версии Штайнбауэр, фотограф сделал их, «чтобы продемонстрировать свои способности в псевдовикторианском стиле». Всего было сделано более десятка чёрно-белых отпечатков. Грей передал их Грэму Овендену, художнику, коллекционеру викторианской фотографии, опубликовавшему к тому времени уже несколько книг по истории фотоискусства.
Джон Мортимер, защищавший Овендена на суде, несколько по-иному представлял последовательность событий и интерпретировал их. Он писал в автобиографической книге «Убийцы и другие друзья: иная часть жизни», что однажды Говард Грей сфотографировал ребёнка так, чтобы представить его обитателем трущоб Викторианской эпохи. На самом деле девочка была одета в старую футболку, Грей попросил её натереть грязью лицо и тело, она позировала напротив трубы дымохода на крыше его студии. За сеанс фотограф заплатил юной модели 35 фунтов стерлингов. Овенден позже утверждал, что, придя к другу, застал Грея в подавленном настроении из-за, как тому казалось, неудачного результата этой фотосессии. Художник, по его словам, хотел подбодрить фотографа и доказать, что его работа не уступает по художественным достоинствам снимкам викторианцев.
Существует ещё одна трактовка событий. По версии газеты The Washington Post и Стюарта Беннетта (её повторяют Никелл и Крэддок), Говард Грей создал несколько «викторианских фотографий детей», чтобы включить их в своё портфолио. Часть сделанных снимков он подарил художнику Грэму Овендену, который был известен ему как страстный коллекционер викторианских фотографий.
Овенден без ведома Грея переработал отданные ему снимки, чтобы они выглядели как калотипы, созданные в технологии, использовавшейся до 1860 года. Фотографии «Фрэнсиса Хетлинга» были отданы на экспертизу специалистам по фотоискусству в таких престижных центрах, как Национальная портретная галерея и аукционный дом Sotheby’s и были признаны подлинными. Анонимный автор большой статьи в журнале MD писал: «фотографии … были не только убедительными, но и научно обоснованными». Даже химические исследования снимков не позволили определить фальсификацию. После этого Овенден предоставил их Национальной портретной галерее для выставки, заявив, на основе уже имеющихся свидетельств экспертов, что это подлинные викторианские работы.
Овенден согласился передать арт-дилеру Соммеру некоторые из находившихся в его распоряжении фотографий Хетлинга по его просьбе, но не взял за них деньги напрямую. Вместо этого он попросил дилера купить несколько его собственных работ по цене, которую тот был готов заплатить за фотографии. Среди обманутых арт-дилеров был также Гарри Ланн из Вашингтона, который в 1974 году заплатил некоему английскому коллекционеру (а не лично Овендену) 2400 долларов за девять портретов Джоанны Шеффилд в рамках того, что он сам назвал «обычной двухфазной коммерческой транзакцией» (англ. «normal two-bit commercial transaction»). Ланн утверждал: «В те дни [работы] викторианских фотографов, о которых раньше не знали, находили каждую неделю… Подделать, скажем, [снимки] Тальбота или Камерон было бы гораздо труднее…».
Когда обман вскрылся, то Говард Грей сразу заявил, что Хетлинг был мистификацией. Он признал, что сделал чёрно-белые отпечатки и отдал их Овендену за два месяца до выставки 1974 года. Как он утверждал, ему было неизвестно (он даже утверждал, что известие о фальсификации Овендена стало для него шоком), что они были окрашены сепией, чтобы выдать за калотипы XIX века. По его словам, снимки экспонировались на выставке без его согласия. На вопрос корреспондента Daily Mirror об эротичности сделанных им снимков он ответил, что ненавидит порнографию. Грей по личной инициативе отправился в Скотланд-Ярд, чтобы дать показания в Отделе искусства и антиквариата (англ. Arts and Antiques Squad). С Овенденом корреспондент Daily Mirror даже не смог связаться, так как его домашний телефон не работал.
Скандал вокруг Фрэнсиса Хетлинга был настолько значительным, что газета Daily Mirror разделила первую страницу своего выпуска от 20 ноября 1978 года между информацией о нём и сообщением о кровавой резне в Гайане, связанной с проповеднической деятельностью Джима Джонса и его сектой «Храм народов».

## Судебный процесс по делу о фальсификации

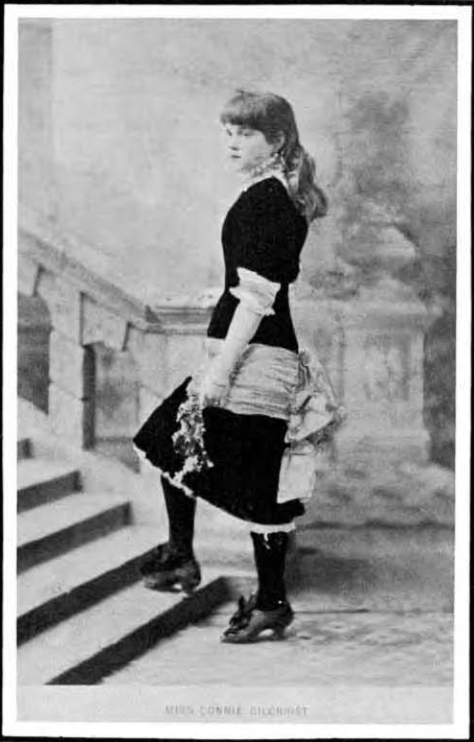
Льюис Кэрролл. Конни Гилкрист, 1882

Истцом по делу о появлении Фрэнсиса Хетлинга и фальсификации якобы созданных им снимков стал директор компании, коллекционер и арт-дилер из Барнета в графстве Хартфордшир Эрих Соммер. Встревоженный слухами по поводу «своих „восхитительных“ приобретений», Соммер нанял исследователя, чтобы найти информацию о Хетлинге (англ. «Sommer hired a researcher to trace Hetling»), а затем обратился в Скотланд-Ярд. В суде он требовал компенсации в размере 1140 фунтов стерлингов, которые, по его утверждению, заплатил Овендену за 19 фотографий, сделанных никогда не существовавшим фотографом. В некоторых средствах массовой информации встречается утверждение, что снимков было только 10. Ситуацию с количеством фотографий разъясняет статья в газете The Times, которая сообщала, что в 1974 году Соммер купил первую партию из 10 фотографий Хетлинга за 600 фунтов стерлингов, а всего он приобрёл снимки из этой коллекции на 1140 фунтов стерлингов. Официальная формулировка иска звучала как «сговор [Грея и Овендена] между 1974 и 1978 годами с целью получения частной собственности обманным путём» (англ. «conspiring between 1974 and 1978 to obtaining property by deception»). Представитель истца Майкл Калишер заявил, что факт фальсификации стал очевидным Соммеру, когда в британской газете The Sunday Times в ноябре 1978 года появилась статья о фальшивых викторианских фотографиях.
Обвинение также утверждало, что Овенден и Соммер в своё время заключили соглашение, по которому художник должен был консультировать коллекционера и предоставлять произведения для его коллекции за комиссионное вознаграждение. Они также договорились сотрудничать в купле-продаже фотографий. Защищавший на суде интересы Овендена известный юрист Джон Мортимер заявил, что такого соглашения никогда не было подписано. Чек, выписанный Соммером на сумму 1140 фунтов в июне 1974 года, предназначался не для покупки фотографий Хетлинга, а для приобретения работ самого Овендена. Говард Грей (ему было на тот момент 38 лет) и Грэм Овенден (39 лет) отказались признать себя виновными.
Во время судебного процесса, проходившего в Лондоне в 1980 году, Овенден не отрицал создания соляных отпечатков с фотографий, сделанных Говардом Греем, и заявил, что «вызвал имя Фрэнсиса Хетлинга „из воздуха“». Цель мистификации, с его слов, заключалась не в получении денег, а в том, чтобы «показать истинный уровень тех, кто занимается искусством, тех, кто объявляет себя экспертами, ничего не зная, [и] тех, кто получает прибыль, превращая эстетические ценности в финансовые». Фальсификатор также заявил, что хотел продемонстрировать безразличие мира искусства к современным талантам. Овенден утверждал: «…фотография — прекрасная вещь не только тогда, когда она связана с возрастом».
Защита на суде держалась точки зрения, что Овенден является таким выдающимся деятелем искусства, что фотографии были бы гораздо более ценными, если бы он объявил себя их автором, чем если бы они были работой Фрэнсиса Хетлинга, малоизвестного викторианца. Она настаивала, что к «произведениям искусства нельзя относиться так же, как к замороженной моркови». Знаменитый художник Питер Блейк, друг Овендена, присутствовал в зале суда на протяжении всего процесса. Джон Мортимер сообщал в своей книге любопытный, с его точки зрения, эпизод судебного процесса: одна из работ Фрэнсиса Хетлинга оказалась вовсе не фотографией, а невероятно реалистичным рисунком самого Овендена. Когда судья узнал об этом от художника, то высказал сомнение в его словах. Тогда Овенден написал ещё один подобный рисунок, чтобы преодолеть недоверие судьи. Мортимер добавлял, что иногда Овенден делал рисунок, а затем фотографировал его.
Джон Мортимер охарактеризовал Грэма Овендена в ходе процесса как «маленького, бородатого и наделённого всеми талантами, кроме скромности», человека. Периодически художник заявлял о себе с улыбкой: «Великие люди смиряются» или «Великие люди иногда поступают так». Судья Чарльз Лоусон был «весьма порядочным» человеком, держался прямо, обладал цветом кожи «винтажного бордового цвета», вежливой улыбкой и «значительной долей здравого смысла». Тем не менее он был мало компетентен в вопросах искусства. Несколько раз он просто терял нить рассуждений о проблемах эстетики, «а стенографистка была слишком сбита с толку, чтобы продолжать записывать». В ходе одного из заседаний прокурор продемонстрировал фотографию, сделанную Льюисом Кэрроллом, получившим ещё при жизни славу выдающегося детского фотографа. Овенден согласился, что это ценное произведение искусства. Когда же прокурор заявил, что снимки Хетлинга не имеют никакой ценности, Овенден сообщил ему, что он совершенно неправ. Уже было известно, что, когда фотографии Хетлинга стали известны как работы Овендена, цена на них поднялась выше, чем заплатил за них арт-дилер.
Чарльз Лоусон охарактеризовал судебный процесс как «один из самых интересных и необычных за всю [его] судебную практику и за всю карьеру в адвокатуре». Присяжные, по предположению Джона Мортимера, к моменту вынесения вердикта были в состоянии полного замешательства. Заключительная речь адвоката вообще была встречена взрывом продолжительного веселья в зале заседаний суда. Грей и Овенден были в итоге оправданы по обвинению «в сговоре с целью мошенничества». Оценивая такое решение суда, Мортимер утверждал, что Овенден «увёл ничего не подозревающих судью и присяжных вдаль от простых фактов мошенничества и краж в болота эстетики».
«Энциклопедия предметов коллекционирования» так интерпретировала мистификацию:

Снимки, видимо, были сделаны в виде шутки, вышедшей из-под контроля. «Идея заключалась в том, чтобы сделать всё возможное и выпустить книгу фотографий Хетлинга, а затем устроить грандиозную выставку в конце», — заявил один из участников [его имя в тексте не названо]. «Единственное, о чём я сожалею по поводу всей этой болтовни, — это то, что мы не выпустили книгу. Это было бы здорово».— Харви Цукер. Энциклопедия предметов коллекционирования. Том 12. Фотографии.
В результате устойчивого интереса к судебному процессу общественности и его широкого освещения в прессе цены на коллекцию работ Фрэнсиса Хетлинга резко возросли и приблизились к 50 000 фунтов стерлингов. К ним проявил интерес старейший в Великобритании аукционный дом P. & D. Colnaghi & Co..

Говард Грей. Изабель Анскомб, 1981

## Викторианские фотографии 1981 года
Уже после окончания судебного процесса журнал The Connoisseur в 1981 году заказал Говарду Грею ещё две стилизованные фотографии (Стюарт Беннетт писал о трёх: два женских портрета и «натюрморт»). Моделью для Грея в этот раз стала Изабель Анскомб, автор статьи, опубликованной о Фрэнсисе Хетлинге в The Connoisseur незадолго до этого. Журнал сделал этот заказ, чтобы показать, что можно сделать новые фотографии, неотличимые по своим физическим свойствам от оригиналов XIX века, показать их экспертам и таким образом поставить под сомнение основы рынка фотографий Викторианской эпохи. Головной убор, в котором предстаёт на снимках Анскомб, появился через 20 лет после предполагаемой даты фотосессии.
Приятная женщина средних лет сообщила во время публичного мероприятия в Музее Виктории и Альберта, что она нашла старинные фотографии на чердаке своего дома. Снимки Грея были перемешаны с подлинными фотографиями 1860-х и 1870-х годов, сделанными в фотомастерской Francis Frith & Co.. Эксперт музея, которому они были переданы, был убеждён в подлинности фотографий и оценил их как любительские снимки 1850-х годов. О розыгрыше организаторы мистификации сообщили в прессе и по телевидению. По просьбе музея Говард Грей впоследствии предоставил ему одну фотографию «Хетлинга», а также документальный отчёт, шаг за шагом демонстрирующий, как он делал снимки для The Connoisseur. В ходе фотосессии Грей использовал современную камеру Rolleiflex SL66 с телеобъективом и чёрно-белую фотоплёнку компании Ilford Photo.
Стюарт Беннетт подробно рассказывал о реакции экспертов на появление новых фотографий Грея. По сообщению The Times, Музей Виктории и Альберта заявил, что фотографии «станут долгожданным дополнением к его коллекции», Национальная портретная галерея «выразила сожаление по поводу того, что не распознала „аристократические черты женщины“ на портрете». Аукционный дом Christie’s South Kensington оценил фотографии в 840—1260 долларов США, а другой аукционный дом, Sotheby’s Belgravia, — в 63—110 долларов. Последний заявил, что они будут стоить больше, если специалистам удастся идентифицировать фотографа. Лондонский арт-дилер предположил, что это были отпечатки на соляной бумаге со стеклянного негатива, датируемые, по его мнению, периодом с 1855 по 1857 год. Он предложил 330 долларов за два портрета. Мэри Штайнбауэр сообщала, что три фотографии Грея были показаны сотрудникам Национальной портретной галереи, Музея Виктории и Альберта, Sotheby’s и Christie’s, а также дилеру Роберту Гершковицу. Никто не счёл снимки фальсификацией, оценка их стоимости, со слов Штайнбауэр, варьировалась от 80 до 600 долларов.
В настоящее время фотография Изабель Анскомб, сделанная Греем, продолжает находиться в коллекции Музея Виктории и Альберта. В каталоге она значится как «Безымянная фотография сидящей женщины, держащей ветви орешника (другой вариант названия — „Девушка на кладбище“). Отпечаток на солёной бумаге с негатива, 1981 г. Подпись тушью на рамке — „G. M. W.“. инв. V & A Ph. 310—1981. Передано в дар фотографом в 1981 г.». В коллекции музея также находятся ещё одна фотография Грея, изображающую листву (англ. «foliage», V & A Ph. 313—1981), выполненная в технике и стиле Викторианской эпохи, а также одна из фотографий девочек, сделанных в 1974 году совместно с Грэмом Овенденом (V & A Ph. 314—1981).

## Особенности фотографий «Фрэнсиса Хетлинга»

«Фрэнсис Хетлинг». Девочка, закрывающая лицо рукой, 1974 (на выставке указаны 1840-е)

Уже в ходе разгоревшегося скандала с фальсификацией эксперты указали на детали, которые должны были вызвать в своё время сомнение. Съёжившейся девочке на одной из фотографий пришлось бы удерживать эту позу несколько минут, если бы она была снята камерой 1840-х годов. Это представлялось специалистам невозможным физически. Также было отмечено, что девочка на ещё одной фотографии Фрэнсиса Хетлинга выглядела странно пухлой для бродяжки. Фотография ребёнка, закрывающего в истерике рукой лицо от камеры, имеет чрезвычайно сильное воздействие на зрителя. Поэтому он забывает, что и эта девочка в условиях ранней фотографии должна была оставаться в данном положении в течение нескольких минут. Изабель Анскомб также обращала внимание, что наше сопереживание детскому ужасу на этом снимке «проистекает из современного представления о навязчивости фотокамеры, но в 1840-е годы папарацци не было». Именно по этим причинам, с её точки зрения, эксперт, пытающийся отличить оригинал от подделки, должен остерегаться делать свой вывод на основе эмоциональной убедительности изображения («Фотография неотразима, так как она претендует на реальность, недоступную для всех других искусств») и обязан полагаться в первую очередь «на научное понимание фотографии».
Стюарт Беннетт отмечал целый комплекс мелких ошибок, допущенных авторами фальсификации, одна из таких ошибок, сама по себе, не могла доказать фальсификацию, но все вместе они убедительно свидетельствовали о ней:

Один взгляд [малолетней проститутки на снимке] должен вызывать тревогу в сознании зрителя. Почему девочка закрывает лицо рукой? Из-за стыда за свою развратную жизнь и для защиты своей личности от камеры? Но понятие навязчивого фотографа современное, неизвестное ранней фотографии, и эта очевидная современность в «Хетлинге» приводит к ещё более убедительным сомнениям в его подлинности. Частично воздействие фотографии связано с тем, как девочка поднимает руки вверх, словно пытаясь защитить себя, но чтобы получить этот эффект в калотипе 1840-х или 50-х годов, позу нужно было удерживать не менее двух или трёх минут. Невероятный подвиг для уличной девчонки. Более пристальный взгляд на эту фотографию также показывает слишком высокое разрешение деталей для калотипа 1840-х годов… я также, например, сейчас с подозрением отношусь к слишком богатому «пурпурно-розовому» цвету калотипов [Хетлинга]…— Стюарт Беннетт. Как покупать фотографии (цитата полностью приводится также в книге: Джо Никелл. Подсказки камеры: руководство по фотографическим исследованиям)
.
Исходя из этих соображений, Беннетт рекомендовал в подобных случаях эксперту «прислушиваться к своим инстинктам», прослеживать происхождение фотографий, анализировать сопровождающую их документацию и определять метод создания фотографии, сопоставляя его с характерным для соответствующего времени. С иронией он писал в заключение рассказа о фальсификации в своей книге: «Открытие в 1978 году, что Национальная портретная галерея, показывая „Хетлинги“, демонстрировала подделки, однако, было основано не на самих фотографиях, а на том факте, что одна из моделей была признана другом семьи живой, сытой и живущей в достатке в Туикенеме!».
Мэри Штайнбауэр по-другому оценивала то, что Беннетт считал ошибками фальсификаторов. С её точки зрения, каждый из этих снимков «Хетлинга» даёт зрителю намёк на то, что с фотографиями не всё в порядке, а девочка не является тем, чем она представляется на первый взгляд. Например, на одной из фотографий девочка (она стоит босиком в дверном проёме кирпичного дома перед закрытой одностворчатой дверью, прислонившись левым плечом к стене и судорожно сжимая наброшенную шаль на груди) носит колечко — это было невозможно для беспризорницы Викторианской эпохи. Аналогично она оценивает и «ошибки» на других двух фотографиях. Брайан Коу, куратор Музея Джорджа Истмана, заметил много подобных сомнительных элементов и свидетельствовал на суде: «Если бы эти фотографии были настоящими, нам пришлось бы переписать историю фотографии».
В свою очередь, отталкиваясь от снимков Хетлинга, Штайнбауэр предложила свои методы определения фальсификации: следует подвергнуть анализу освещение, фокус и контрольные отметки на негативе, нужно использовать также знание стиля эпохи и исторических деталей, которые ей соответствуют.
В итоге эксперты признали, что случай с Фрэнсисом Хетлингом продемонстрировал лёгкость подделки старых фотографий: «Не существует исторического фотографического процесса, который нельзя было бы воспроизвести сегодня», — утверждала Изабель Анскомб. Дело Хетлинга серьёзно подорвало доверие к инвестициям в коллекционирование старых фотографий.

## Творчество Фрэнсиса Хетлинга в культуре
Британская музыкальная группа Rosetta Stone, исполнявшая готик-рок, выпустила в 1993 году в США эксклюзивную компиляцию своих ранних работ под названием Foundation Stones в сотрудничестве с американским лейблом Cleopatra Records (CLEO93232). На обложке CD между названием группы вверху и названием альбома внизу располагается одна из фотографий, выставленных на выставке «Камера и доктор Барнардо» в 1974 году под именем Фрэнсиса Хетлинга, изображающая плачущую девочку, левой рукой прикрывающая от окружающих лицо, а правой — придерживающая лохмотья, в которые она одета. За её спиной находится кирпичная стена, но вправо от её фигуры открывается тьма.

### Комментарии
1. ↑  Ссылаясь на огромное количество представленных на выставке фотографий, организаторы выставки опубликовали не полный каталог, а только небольшой буклет, в который вошли две статьи и несколько фотографий, представляющих отдельные разделы экспозиции[6][7].
2. ↑  Мари-Анн и Мейс Веннингер в книге «Секреты покупки [произведений] искусства. Фотография», вышедшей в 1992 году, утверждали, что на фотографиях Хетлинга запечатлены девочки-проститутки Викторианской эпохи[12].
3. ↑  Это же имя называла газета The Washington Post[8], а значительно позже упоминал в истории опознания ребёнка на фотографии (в его версии — дочери друга посетителя выставки) Джо Никелл. Он добавлял, что девочка уже в юном возрасте была профессиональной моделью[13]. Пол Крэддок подтверждал возраст и профессионализм юной модели[14].
4. ↑  Художник, исследователь и преподаватель Эдинбургского колледжа искусств в Эдинбургском университете Стюарт Беннетт посвятил Фрэнсису Хетлингу фрагмент своей книги «Как покупать фотографии», которая вышла в серии «Путеводители Christie's для коллекционеров» в 1987 году[34].
5. ↑  В отличие от пересказывавших его книгу Веннингеров Стюарт Беннетт сомневался в ответе на вопрос, были ли действительно сделаны бумажные отпечатки с негативов Грея, или в руках Овендена были сами негативы[11]. Он писал: «…нет никаких причин, по которым „Хетлинги“ Овендена не могли быть напечатаны с небольшого негатива с помощью увеличителя»[35]. Грей отрицал, что передавал Овендену негативы[8].
6. ↑  То, что именно этот отдел вёл данное дело, подтверждает и «Жёлтая книга» за 1980 год[40].
7. ↑  Единственное успешное судебное преследование, аналогичное этому, которое могла вспомнить Мэри Штайнбауэр на август 1981 года, касалось мошенника по имени Джордж Бернард Шоу. Он был приговорён к тюремному заключению в 1979 году за продажу пяти фальшивых дагерротипов музею Манчестера за 2000 долларов[43].